# 空氣階段
空氣階段（日语：／ Kūki kaidan）是吉本興業東京本社所属的日本搞笑艺人二人组，成员为水川固（水川かたまり）和铃木鼹鼠（鈴木もぐら）。NSC東京校17期出身，2012年毕业。是短剧之王2021年冠军。

## 出演节目

### 电视节目
- 空気階段の空気観察（日语：空気階段の空気観察）（2021年 - 2022年）
- 空気階段の●山（2022年 - ）
- 空気階段の料理天国（2022年）

### 电台
- 空気階段の踊り場（日语：空気階段の踊り場）（2017年 - 、TBS电台）

### 戏剧
- 《假面騎士REVICE》第22話

### 配音
- 新次元！蠟筆小新THE MOVIE 超能力大決戰 ～飛吧！手卷壽司～（2023年8月4日、東寶） - ヌスットラダマス2世（水川）、池袋教授（鈴木）[3]
- LUPIN THE IIIRD THE MOVIE 不死身的血族（2025年6月27日、TOHO NEXT） - フウア（水川）、ルウオ（鈴木）[4]

## 作品

### DVD
- 空気階段 単独ライブ ｢anna｣ (2021年5月19日)
- 空気階段 単独ライブ「fart」（2022年7月20日）

### 書籍
- TBSラジオ「空気階段の踊り場」公式本2017-2021（2022年8月2日）

## 脚注
1. ↑  鈴木工. . 日刊サイゾー. サイゾー: 2. 2020-09-26  [2021-10-05]. （原始内容存档于2021-10-05）.
2. ↑  日本経済新聞社・日経BP社. . NIKKEI STYLE.   [2021-12-14]. （原始内容存档于2021-12-14） （日语）.
3. ↑  . 電影Natalie. 2023-06-05  [2023-06-05]. （原始内容存档于2023-06-17） （日语）.
4. ↑  . Comic Natalie. 2025-05-22  [2025-05-22] （日语）.